# Métatarsalgie
La métatarsalgie est une douleur de l’avant-pied siégeant au niveau de la tête du métatarse c‘est à dire proche de l’articulation entre celui-ci et la première phalange de l’orteil correspondant. Elle peut concerner un ou plusieurs métatarses. Elle peut être d’origine mécanique, liée à une maladie du pied ou à une maladie systémique.

## Origine
La métatarsalgie est généralement due à un transfert d’appui, une modification répétée de la charge supportée par une tête de métatarse pendant le cycle du pas.

## Classification selon l’étiologie

### Métatarsalgies d’origine biomécaniques
Elles peuvent être liées à une surcharge globale de l’avant-pied comme dans le pied équin et le pied creux ou par une irrégularité de charge sur l’avant pied. Elles constituent la cause de la grande majorité des métatarsalgies. Le port courant de chaussures à talons haut est la cause principale de crypte de mėtatarsalgie.

### Symptôme d’une maladie de l’avant-pied
La métatarsalgie est alors le symptôme parfois révélateur d’une fracture, en particulier fracture de stress, d’une nécrose avasculaire, d’une maladie articulaire (arthrose ou arthrite), d’un conflit entre nerf et mėtatarse, classiquement dans le troisième voire deuxième espace intermėtatarsien constitutif du (névrome de Morton).

### Symptôme d’une maladie systémique
Les métatarsalgies peuvent apparaître au décours d’une goutte (maladie) ou d’une polyarthrite rhumatoïde.

### Métatarsalgie iatrogène
Le développement des techniques de chirurgie de l’avant-pied a pour corollaire l’apparition de complications génératrices de métatarsalgies : correction d’hallucinations valgus générant un premier métatarsien trop court ou surélevé, exérèse isolée d’une tête de métatarse, etc..

## Traitement
Le traitement est le plus souvent conservateur, basé sur la physiothérapie et comporte généralement une modification du chaussage et le port de semelles sur mesure. Le traitement chirurgical n’est indiqué qu’en cas d’échec du traitement conservateur.